# Willi Bartels

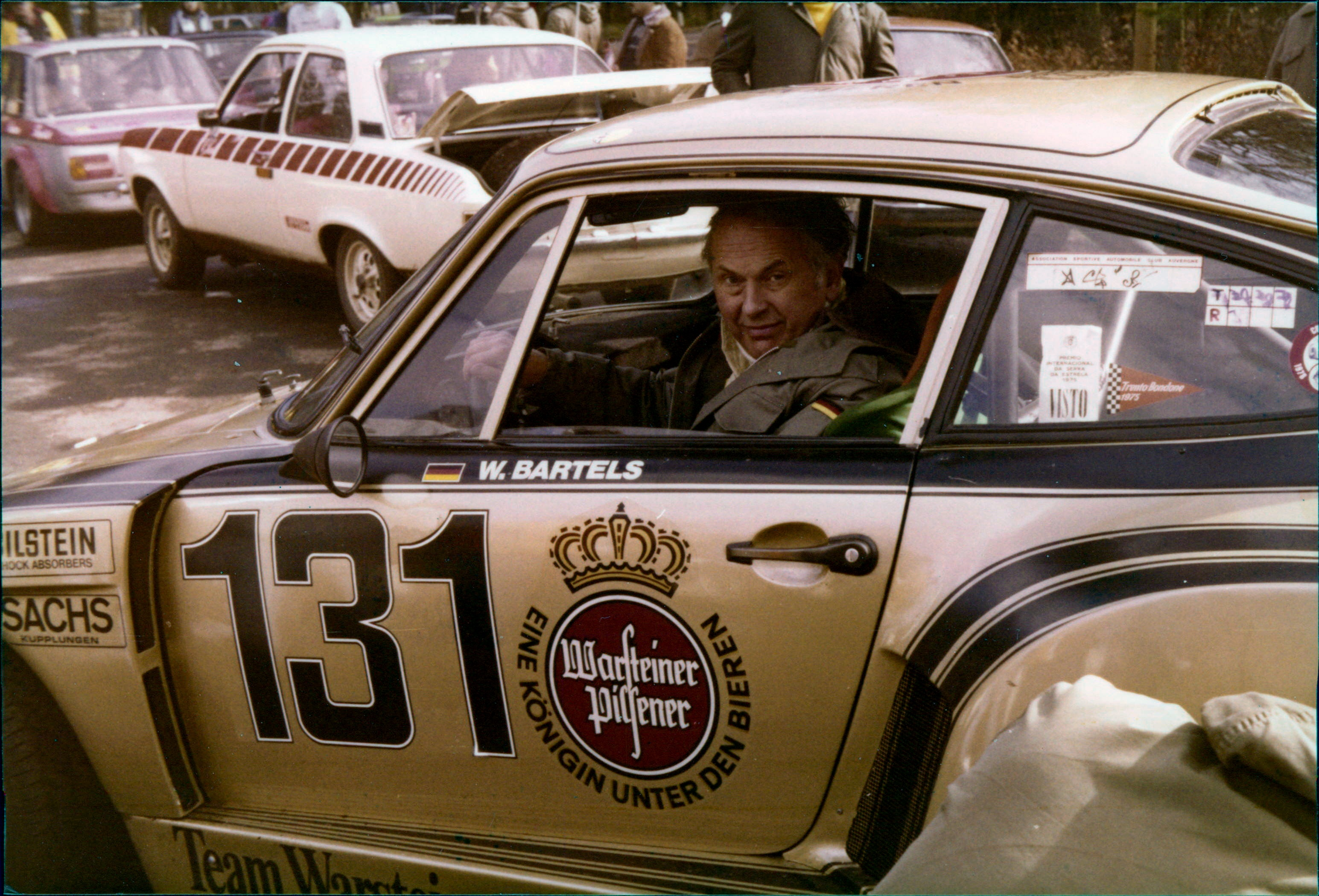
Participation à une course de côte en Rhénanie-Palatinat à la fin des années soixante-dix. (Potzberg)

Wilhelm "Willi" Bartels, dit Bergkönig (ou Roi de la montagne), né le 5 mars 1928 à Plettenberg (Sauerland) et mort le 22 février 2005 , est un ancien pilote automobile de courses de côte allemand.

## Biographie
Sa carrière en courses de montagne s'étale sur une trentaine d'années environ, avec plus de 300 victoires à son actif.
Il  conduit en championnat d'Europe entre 1963 et 1978, et très régulièrement entre 1971 et 1977, toujours sur des véhicules Porsche.
Il est le père de Michael Bartels et possédait un important commerce de vente de tapis en dehors du milieu sportif.

## Palmarès

### Titres
- Double Champion d'Europe de la montagne en Catégorie Grand Tourisme (et Trophée FIA), en 1971 sur Porsche 908 du Groupe 4, et en 1976 sur Porsche Carrera RSR du Groupe 5 (Touring Car);